# Monastère de San Juan de Ortega
Le monastère de San Juan de Ortega est dédié au « saint cantonnier » San Juan de Ortega, c'est-à-dire en français « Saint Jean de l'Ortie. »
Il est situé dans la localité de San Juan de Ortega, qui fait partie de la commune de Barrios de Colina, dans le Nord de l’Espagne, dans la comarque de l'Arlanzón, dans la communauté autonome de Castille-et-León, province de Burgos.
San Juan de Ortega est un haut lieu dans tous les sens du mot : par l'altitude d'abord, car c'est un plateau boisé de 1 000 mètres, qui redescend vers Burgos par la vallée du rio San Juan ; par la splendeur du paysage aussi : une clairière dans la forêt de sapins ; enfin par l'architecture créée par le Saint lui-même, tel le petit cloître de marbre rose jouxtant le refuge.
Le site est désormais entièrement réservé aux pèlerins et aux visiteurs. Il n'est pas ouvert toute l'année.

## Localisation
À 22 km, à l’est de Burgos, dans les Montes de Oca.

## Le village
Le village est né auprès d'une chapelle et d’une auberge établies vers 1115 par san Juan de Ortega. Ainsi, est né un noyau de population qui recevait en 1202 des privilèges par le roi Alphonse VIII.
Ce document, un fuero (charte), accordait des libertés à ceux qui s’établissaient, bien qu'il leur rappelle les liens qu'ils devaient au monastère. Ce document est considéré comme le moment où le village est constitué comme tel, en prenant le nom du monastère.
Peu à peu le peuplement a crû et, quand les ermites de l'ordre espagnol de Saint-Jérôme se sont établis dans le monastère, l'évêque de Burgos s'est engagé à supprimer sa juridiction, engagement qu’il n’a jamais tenu.

## Le monastère

### Histoire
Le 24 avril 1138, le Pape Innocent II prit sous sa protection le nouveau monastère, régit par des chanoines réguliers qui vivaient sous la Règle de saint Augustín.
Quelques années plus tard, le 27 juillet 1170 Alphonse VIII en fait don à la cathédrale de Burgos. Après des années de litiges entre le chapitre et la cathédrale, en 1222, les deux parties signent un accord sur la juridiction de l'évêque dans les affaires du monastère.
En 1431, la situation de pauvreté du monastère et le relâchement des règles, fait que l'évêque de Burgos, Pablo de Santamaría, décide d’établir une communauté de moines de l'ordre espagnol de Saint-Jérôme de Fresdelval pour qu'ils le réforment. Ils prirent possession du monastère en mars 1432. L'année suivante, San Juan de Ortega a été érigé comme monastère indépendant, confirmé par le pape Eugène IV le 27 juin 1441. Commence une période de prospérité, favorisée par le mécénat de Pablo de Santamaría et de Alonso de Carthagène (tous deux évêques de Burgos), et celui de Juan de Ortega, évêque d'Almeria.
Dans les siècles postérieurs, le monastère a aussi reçu l'aide d'importantes familles nobiliaires (les Rojas et les Avellaneda, entre autres).
Après la loi de desamortización (privatisation) de 1835 il a été vendu.
En 1931 il a été déclaré monument national et, en 1962, le conseil municipal de Burgos a assumé le patronat du monastère, et entreprit sa restauration.
De l'ensemble monacal on peut admirer l'église, le cloître, la chapelle de San Nicolás et l’hospice.

### L’église

#### Édification
Bien que l'historiographie indique que les travaux de l’église ont commencé avant le décès de Juan d’Ortega en 1163, l'analyse architectonique et sculpturale du chevet, laisse supposer qu’ils ont débuté vers 1200, tout comme ceux du transept et le début des nefs.
Les travaux ont été interrompus, le transept, avec son voûtement, ont continué tout au long du XIIIe siècle.
Après une autre longue période d’interruption des travaux, l'ensemble a été achevé au milieu du XVe siècle, les nefs, le chœur et la façade occidentale, dans lesquels intervient le tailleur de pierres Pedro Fernández de Ampuero. Ces derniers travaux ont été subventionnés par les évêques de Burgos, Pablo Santamaría et Alonso de Carthagène, dont les armes apparaissent dans les clefs des voûtes de cette zone et dans la porte principale de l'église. Les écussons encastrés dans les piliers de la chapelle principale appartiennent aux familles Avellaneda et Roja (du XVIe siècle).
Le fronton de la façade principale a été ajouté au XVIIe siècle.

#### Description
L'église a un plan de croix latine, avec une seule travée de trois nefs, un transept, et au chevet trois absides, formant chacune une chapelle. Ces chapelles sont couvertes avec des voûtes en berceaux.
Le transept, de cinq travées, est couvert avec des voûtes en berceaux de croisé simple, et on a ajouté, avec la nef centrale, des liens longitudinaux et transversaux.
Dans la travée centrale de la nef se trouve le maître-autel, auquel on accède depuis le cloître contigu à travers un moulin à huile de bois polychrome.
À l'extérieur, à remarquer un chevet imposant, avec l'abside centrale parcourue par des colonnes comme butées et articulées avec des arcades aveugles en plein cintre, et ses murs en grand appareil,

#### Particularités
À remarquer dans l’église quelques chapiteaux, comme celui qui décrit le combat de Roland et de Farragut et, surtout, le triple chapiteau de la Nativité. Il révèle le cycle de l'Incarnation et pour la première fois, l'archange Gabriel est représenté à genoux devant la Vierge, reconnue comme mère de Dieu. Conformément à toute une iconographie hispano-wisigothique et mozarabe, Gabriel lève de la main gauche une croix pattée, la Croix de Victoire asturienne. La Vierge, les deux mains ouvertes, paumes en avant, accepte la volonté divine. Derrière elle, une servante regarde le spectateur.
Sur le chapiteau voisin, la Vierge est représentée avec Élisabeth qui lui pose, dans un geste plein de tendresse, la main gauche sur le ventre, lors de la Visitation. Le reste de la corbeille du chapiteau est entièrement décoré de scènes de la Nativité. Deux fois par an, à l'équinoxe, le chapiteau est éclairé par un rayon de soleil en fin d'après-midi. C'est la luz equinoccial qui symbolise l'Esprit-Saint descendant sur Marie.
Tout à côté se dresse un somptueux tombeau, merveille d'art funéraire roman qu'un comte, ami de San Juan, le sachant au plus mal, lui avait destiné. Dans son agonie, Juan de Ortega garda assez de lucidité et d'humilité à la fois pour lui préférer une pierre nue. Le tombeau sculpté resta pour sa gloire, mais vide.
À voir encore, les scènes de la vie du saint taillées dans la pierre à l'intérieur de la chapelle « isabelline », le retable de bois sculpté, le baldaquin gothique fleuri, orné de gueules de dragons et les riches ferronneries retrouvées dans les ruines du monastère.
Il faut aussi prêter attention au retable de saint Jérôme, dans l'extrémité sud du transept, et de celui du Jugement Dernier, dans la chapelle du côté de l'Évangile (est).

### Le cloître
Carré et de grandes dimensions, ce cloître est adossé au nord de l'église. Il est ouvert vers le jardin, organisé sur deux étages, la galerie nord ayant été détruite.
La partie basse comme la galerie du second étage possèdent sept arcs d'un demi-point, totalement lisses, que soutiennent des piliers prismatiques décorés avec des pilastres toscans ; tous sont fermés avec des grilles. Les galeries de l'étage sont couvertes avec des voûtes en berceaux de bord de brique, couvertes au moyen d'un crépi de plâtre avec des dessins géométriques ; les différents tronçons sont séparés au moyen d'arcs d'un demi-point. Le haut étage était peut-être couvert de manière semblable ; aujourd'hui ce recouvrement est ruiné.
Tout l'ensemble est très austère, lignes simples et pureté architectonique : volumes nets et absence de moulures. En fin, le classicisme de l’ordre de saint Jérôme est exécuté presque à ses extrémités.
Autour du cloître se trouvent les principales dépendances du monastère, certaines sont totalement en ruines et d'autres très altérées par les restaurations.
Dans l'aile orientale on trouvait la grande sacristie et un passage qui conduisait au potager ; au nord, le scriptorium et la bibliothèque et à l'ouest, le réfectoire, avec les cuisines. À l’étage se situaient les cellules des moines, et celle du prieur - utilisée aussi comme salle capitulaire – ainsi que le dortoir des novices.
Dans la galerie occidentale on conserve les enfeus  funéraires de plusieurs bienfaiteurs du monastère.
En ce qui concerne son époque de construction, dans la porte qui donne à l'église il est noté la date 1681, et dans une des grilles des galeries celle de 1682.

### La chapelle Saint-Nicolas
Cette chapelle est le noyau originaire du complexe monastique. La tradition nous informe que San Juan d’Ortega, avec son frère Martín, l'ont terminée vers 1120, mais «a teja vana y mui pobre» (à tuile vaine et très pauvre). L'étroitesse et la pauvreté de cette chapelle a surpris Isabelle la Catholique pendant sa visite au monastère en 1477. La reine n'a pu que s'exclamer en la considérant : « Que pobre cosa es esta capilla » (Quelle pauvre chose est cette chapelle). Juan de Ortega, évêque d'Almeria, qui accompagnait la reine pendant ce voyage, lui aurait répondu : « Si vuestra Alteza lo manda, yo la mandare hazer » (Si votre Altesse le demande, je demanderai que ce soit fait). Et en effet, il a été ainsi fait, en outre il l’a dotée d’un retable.
La nouvelle chapelle, qui a été conservée jusqu'à nos jours, est d'une seule nef rectangulaire, couverture de trois voûtes en berceaux, avec les armes, dans les clefs de voûte, des Rois Catholiques et celles de Juan de Ortega. La présence d’une grenade dans l'écusson royal fait penser que son exécution est postérieure à 1492.
Au chevet se trouve le retable ainsi qu’un reliquaire de style baroque, œuvre du XVIIIe siècle, présidé par l'image de saint Jérôme. La partie centrale est ornée avec deux reliefs de fin du XVIe ou début du XVIIe siècle : un représente saint Nicolas et san Juan de Ortega, et l'autre sainte Anne, la Vierge et l'Enfant. Les parties latérales sont ouvertes et laissent voir à l’intérieur de nombreux reliquaires et, dans les portes, des peintures de la Sainte Famille et autres saints.
On conserve aussi deux grilles. Celle qui sépare la partie occidentale du chevet a été faite en 1547 sur commande de Juan de Tolède et son frère Manrique. L'autre, actuellement démontée, protégeait le baldaquin gothique de San Juan, don de Diego de Vargas, Secrétaire du Roi, en 1561.

### L’hospice
À l'ouest de la chapelle de saint Nicolas se trouve l'ancien hôpital des pèlerins, construit à la fin du XVe ou début du XVIe siècle. Au XVIIIe siècle il est mentionné dans la documentation du monastère comme hospice.
On accède à l’intérieur par une porte voutée, dans la clef de voûte se trouve l’écusson  des royaumes de Castille et de León, couronné par une mitre. Toute la façade est construite en maçonnerie, sauf la porte et les fenêtres qui, ordonnées dans deux étages, sont en pierre de taille.
Les travaux pour l'installation de la pension actuelle ont transformé les diverses dépendances, mais dans certaines on conserve encore des colonnes originales. Ces dépendances sont organisées autour d'une petite cour de dix mètres de côté, sur deux étages. L'inférieur présente dans chaque côté deux arcs réduits qui reposent sur des colonnes cylindriques avec de simples chapiteaux à peine indiqués. L'étage supérieur montre des piliers semblables, maintenant unis par des grilles.

## Protection
Le monastère fait l’objet d’un classement en Espagne au titre de bien d'intérêt culturel depuis le 3 juin 1931.

## Le Pèlerinage de Compostelle
Sur le Camino francés du Pèlerinage de Saint-Jacques-de-Compostelle, on vient de Villafranca Montes de Oca ; la prochaine halte est : soit Agés à l'ouest, soit par une variante à plus grande circulation, Santovenia de Oca au sud-ouest.